# Einherjer

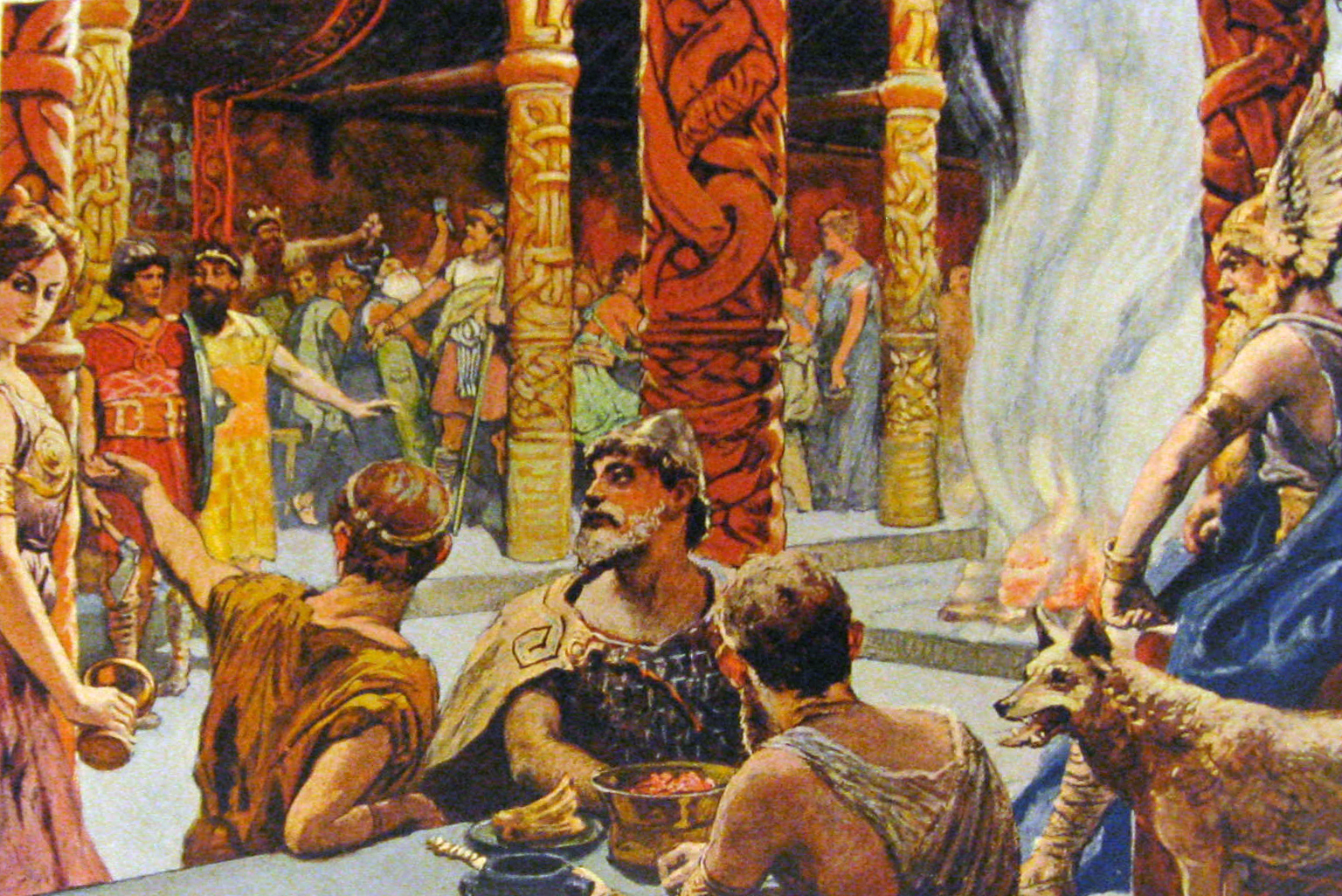
Los einherjer son servidos por las valquirias en el Valhalla mientras Odín se sienta en su trono, flanqueado por uno de sus lobos. Emil Doepler c. 1905

En la mitología nórdica los einherjar, castellanizado a einheriar o (impropiamente) einherjer, eran espíritus de guerreros que habían muerto en batalla.
La etimología en nórdico antiguo/islandés es ein- (uno, único, individual) y herr ("ejército", nominativo plural herjar) del proto-germánico *kharjaz ("arrasar, hacer la guerra, saquear", también "guerrero") y del proto-indoeuropeo *koro- ("guerra"). Comparar con här y Heer que significan "ejército" en sueco y alemán moderno, respectivamente. Esta partícula es muy común en toponimias y nombres propios (p.ej., "Hereford" en Inglaterra, nombres como Harold, Harvard). Härjann/Herjann ("Señor de los ejércitos")[cita requerida] es uno de los nombres de Odín en el poema Grímnismál.
La traducción literal de "einherr" es, pues, "un guerrero" o "un ejército" o "guerrero único". Se lo interpreta habitualmente como "ejército de un solo hombre", "luchador extraordinario" y "hombre-ejército", aunque el significado probable es "aquellos que ahora están en un solo ejército", en referencia a que los mejores guerreros de diversos orígenes forman ahora un único "Ejército de los muertos".
Los vikingos creían que si morían en batalla, eran llevados hasta el Valhalla por las valquirias, para unirse al ejército de einherjar (guerreros muertos) y así ayudar a los dioses en su lucha contra las fuerzas y criaturas del caos (los gigantes y los hijos de Loki) en la batalla final del Ragnarök.